# (5603) Rausudake
(5603) Rausudake és un asteroide que pertany al cinturó exterior d'asteroides descobert el 5 de febrer de 1992 per Kin Endate i el també astrònom Kazurō Watanabe des de l'Observatori de Kitami, a Hokkaido, Japó.
Va ser designat provisionalment com 1992 CE. Va ser anomenat pel Mont Rausu de la serralada de Shiretoko a Hokkaido. Coneguda com el "Shiretoko Fuji", aquesta muntanya de 1.661 metres s'hi troba en la península de Shiretoko que s'endinsa en la mar d'Okhotsk. Rausudake forma part del grup asteroidal d'Hilda.
Rausudake està situat a una distància mitjana del Sol de 3,978 ua, i pot allunyar-se fins a 4,191 ua i acostar-se fins a 3,765 ua. La seva excentricitat és 0,053 i la inclinació orbital 4,374 graus. Empra 2.898,37 dies a completar una òrbita al voltant del Sol.
La magnitud absoluta de Rausudake és 10,7. Té 45,677 km de diàmetre i té una albedo estimada de 0,049.